# Stenus aceris
Stenus aceris is een kever uit de familie van de kortschildkevers (Staphylinidae). De wetenschappelijke naam werd in 1833 gepubliceerd door James Francis Stephens.

## Kenmerken
Volwassen exampleren hebben een lengte van 4 tot 5 mm. De elytra zijn duidelijk langer dan het pronotum.